# Алмейда, Педру ди
Педру Жоау Рёте Маркиш ди Алмейда (порт. Pedro João Röthe Marques de Almeida; 3 сентября 1939, Букков, Бранденбург — 22 сентября 2012) — португальский легкоатлет, выступавший в прыжках в длину. Участник летних Олимпийских игр 1960 года.

## Биография
Педру ди Алмейда родился 3 сентября 1939 года в немецкой деревне Буков, входившей в состав Берлина.
Выступал в легкоатлетических соревнованиях за «Спортинг» из Лиссабона.
В 1960 году вошёл в состав сборной Португалии на летних Олимпийских играх в Риме. В прыжках в длину занял 28-е место в квалификации, показав результат 7,10 метра — на 30 сантиметров меньше норматива, дававшего право выступить в финале.
Был награждён медалью «За заслуги» Федерации лёгкой атлетики Португалии.
Умер 22 сентября 2012 года.

## Личный рекорд
- Прыжки в длину — 7,62 (1962)[3]